# جوزف سیدو مومو
جوزف سیدو مومو (انگلیسی: Joseph Saidu Momoh; ۲۶ ژانویهٔ ۱۹۳۷ – ۳ اوت ۲۰۰۳) سیاستمدار، و پرسنل نظامی اهل سیرالئون بود. وی از ۲۸ نوامبر ۱۹۸۵ تا ۲۹ آوریل ۱۹۹۲ رئیس‌جمهور این کشور بود.
جوزف سیدو مومو در ۳ اوت ۲۰۰۳، در سن ۶۶ سالگی درگذشت. 